# Notonecta kirbyi
Notonecta kirbyi är en insektsart som beskrevs av Hungerford 1925. Notonecta kirbyi ingår i släktet Notonecta och familjen ryggsimmare. Inga underarter finns listade i Catalogue of Life.